# ГЮХЛК 2025—2026
ГЮХЛК 2025—2026 — 57-й чемпіонат ГЮХЛК. Регулярний сезон розпочнеться 18 вересня 2025 року та завершився 22 березня 2026 року.